# قضية ألف

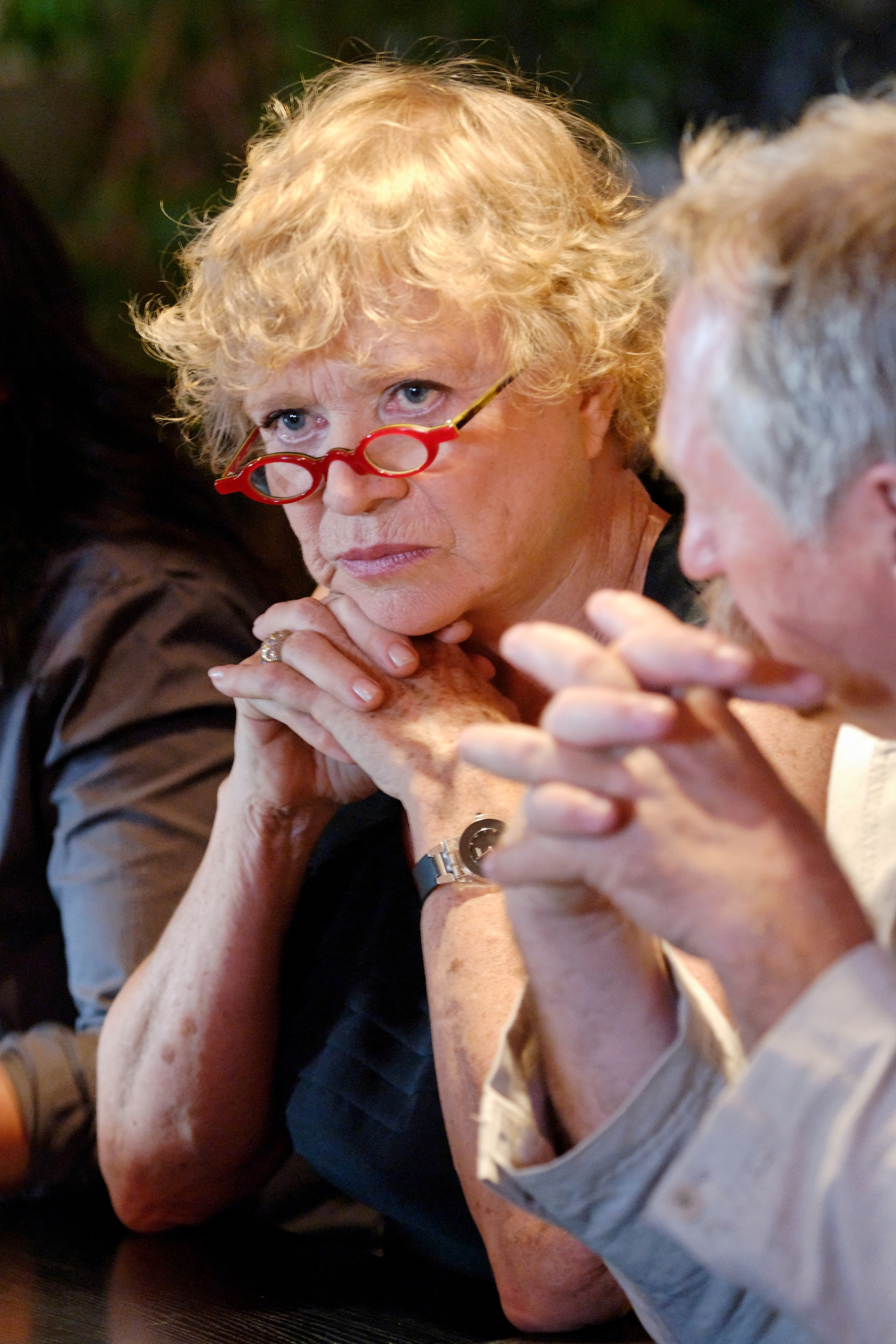

تورّطت شركة «ألف آكيتين» (بالفرنسية: Elf-Aquitaine)‏ في عمليات اختلاس وتزوير واسعة استحوذت بموجبها مجموعة من أطر شركة «ألف آكيتين البترولية» ورجال أعمال وساسة فرنسيون وأفارقة على أكثر من 300 مليون يورو من أموال الشركة المملوكة للدولة بين عامي 1989 و1993، مع أن عمليات أخرى مشبوهة تُصنف في نطاق الفضيحة جرت طيلة العهدة الرئاسية الثانية للرئيس الاشتراكي فرنسوا ميتران.
تفجرت الفضيحة عام 1994 إثرَ كشف لجنة مراقبة عمليات البورصة تمويلاتٍ مشبوهة لشركة «ألف آكيتين» ومصرف «لكريدي اليونيه» لشركة للنسيج تُدعى «بيدرمان» (Bidermann) نسبة إلى مالكها، موريس بيدرمان، الذي سينكشف ضلوعه في الفضيحة.

## النتائج
انتهت فضيحة شركة ألف بإقبارِ الشركة نهائيا وعرضها للتخصيص ليتحول اسمها إلى توتال، رغم أنّ الدولة الفرنسية ظلت تؤكد الطابع الاستراتيجي للشركة الجديدة بل تتدخل لصالحها من أجل انتزاع صفقات في أفريقيا والعالم عمومًا.
وفي بعدها السياسي، عرَّت فضيحة ألف شبكات فغونسافخيك التي كانت إطارا مافيويا يعمل في الظل بعيدا عن كل رقابة برلمانية، وإنْ كان مراقبون في فرنسا وأفريقيا يعتقدون أنّ شبكات جاك فوكار (Jacques Foccart) لا تزال قائمة ولكنّها وجدت مناهج وآليات أخرى للعمل بشكل أكثر سرية مستفيدة من العولمة الاقتصادية وما تتيحه من أسباب التخفي وسهولة تنقل رؤوس الأموال وإنشاء الشركات العابرة للحدود.